# 20-та гвардійська мотострілецька дивізія (СРСР)
20-та гвардійська мотострілецька Прикарпатсько-Берлінська Червонопрапорна ордена Суворова дивізія (20 гв. МСД, в/ч 58550) — військове з'єднання у складі Радянської армії, яке існувало у 1957—1992 роках. Дислокувалося у НДР.
Після розпаду СРСР у 1992 році дивізія увійшла до складу Збройних сил РФ як 20-та мотострілецька дивізія.

## Історія

### Друга світова війна
У вересні 1942 року в м. Калінін був сформований 3-й механізований корпус. У жовтні 1942 року після виходу на Калінінський фронт, корпус був включений до складу 22-ї армії і вів бої на північний захід від Ржева.
Влітку 1943 року брав участь у Курській битві. 6 липня 1943 року корпус у повному складі вступив у бій з об'єднаннями 4-ї танкової армії вермахту, які перейшли в наступ на Обояньскому напрямку. Наполегливою обороною і майстерними контратаками його з'єднання і частини у взаємодії з іншими об'єднаннями Воронезького фронту зупинили наступ переважаючих сил противника і змусили його перейти до оборони.
У серпні — першій половині вересня 1943 року корпус брав участь в Білгородсько-Харківській стратегічній наступальній операції. Наказом НКО СРСР від 23 жовтня 1943 року за героїзм і відвагу, стійкість і мужність особового складу 3-го механізованого корпусу в боях і зразкове виконання бойових завдань, корпусу присвоєно почесне звання «гвардійський», він перетворений на 8-й гвардійський механізований корпус. З кінця листопада 1943 року корпус входив до складу військ 1-го Українського фронту.
З 24 грудня 1943 року брав участь в Житомирсько-Бердичівської наступальної операції. Указом Президії Верховної Ради СРСР від 19 лютого 1945 року за зразкове виконання завдань командування в ході розгрому німецьких військ на території Польщі корпус був нагороджений Орденом червоного прапора.
Указом Президії Верховної Ради СРСР від 26 квітня 1945 року за відзнаку в боях при звільненні 12 березня міста Нойштадт (Вейхерово) корпус був нагороджений орденом Суворова 2-го ступеня.
Наказом Сталіна від 6 квітня 1944 року за відзнаку в боях у розгромі німецьких військ у передгір'ях Карпат корпус був удостоєний почесного найменування «Прикарпатський».
У липні — серпні 1944 року корпус брав участь у Львівсько-Сандомирської наступальної операції.
Наказом Сталіна від 11 червня 1945 року за відміну в боях при оволодінні містом Берлін корпусу було присвоєно почесне найменування «Берлінський».

### Холодна війна
У післявоєнний період корпус перебував у Німеччині в складі ГРВН у Східній Німеччині. Відповідно до директиви НКО СРСР в червні 1945 року корпус перейменований на 8-му гвардійську механізовану дивізію зі збереженням нагород і найменувань попередника, а в 1957 році відповідно до директиви ЦК ГСВГ після переформування і переходу на нову організацію і штати корпус був перейменований на 20-ту гвардійську мотострілецьку Прикарпатсько-Берлінську Червонопрапорну ордена Суворова дивізію.
Після розпаду СРСР у 1992 році дивізія увійшла до складу Збройних сил РФ як 20-та мотострілецька дивізія.